# Nekrolog 1820
Nekrolog
◄◄
| ◄
| 1816
| 1817
| 1818
| 1819
| 1820 | 1821 | 1822 | 1823 | 1824 | ► | ►►
Weitere Ereignisse | Allgemeiner Nekrolog 1820
Die Beschreibung der verstorbenen Person sollte so kurz wie möglich gehalten sein und nur deren signifikante Tätigkeit(en) enthalten.
Neue Namen ggf. auch unter dem Geburts- und Sterbedatum, also etwa unter 1. Januar und im Geburts- und Sterbejahr (2024) eintragen (nur bei entsprechender großer Wichtigkeit). Für Beispiele siehe die schon vorhandenen Artikel.
Außerdem über die fünf zuletzt Verstorbenen, zu denen es einen ausreichend guten Artikel für eine Präsentation auf der Hauptseite gibt, nach der todesbedingten Überarbeitung der Artikel ggf. auch unter Wikipedia Diskussion:Hauptseite informieren und sie am besten auch in den anderen Wikipedia-Sprachversionen eintragen. Tipp: Regelmäßig bei news.google.de nach „ist tot“, „gestorben“ oder „verstorben“ suchen.
Wenn eine Person gestorben ist, gibt es viele Seiten zu dieser Person in der Wikipedia, die davon auch betroffen sind und entsprechend aktualisiert werden müssen. Beispiele: Namenübersichtsseite, Geburtsjahr, Geburtsort-Seiten und viele mehr.
Wie finde ich die betroffenen Seiten?
Im Suchfeld auf der linken Seite gibt man den Suchbegriff so ein: „Vorname Nachname“. Dann klickt man auf Volltext und alle Seiten mit entsprechendem Suchtext werden aufgerufen. Hier sieht man dann schnell, wo auch das Todesjahr Sinn macht oder sogar ein Teil des Artikels angepasst werden muss. Auch hilft das „Werkzeug“ auf der linken Seite sehr gut, um solche Seiten aufzufinden: „Links auf diese Seite“. Somit ist die Wikipedia wieder aktuell in allen Bereichen! Hinweis: bei Eintragung der Kategorie „Gestorben JAHR“ wird der Missbrauchsfilter 49 ausgelöst, was jedoch nicht schlimm ist. Siehe: Spezial:Missbrauchsfilter/49
Dies ist eine Liste von im Jahr 1820 verstorbenen bekannten Persönlichkeiten. Die Einträge erfolgen innerhalb der einzelnen Daten alphabetisch sortiert. Tiere sind im Nekrolog für Tiere zu finden.

## Januar
| Tag        | Name                                               | Beruf, bekannt als                                                                           | Alter | Beleg |
| ---------- | -------------------------------------------------- | -------------------------------------------------------------------------------------------- | ----- | ----- |
| 1. Januar  | Johann Friedrich Gottlob von Brause                | lutherischer Theologe, Superintendent von Freiberg                                           | 56    |       |
| 2. Januar  | Teodoro Bonati                                     | italienischer Wasserbauingenieur, Mathematiker und Arzt                                      | 95    |       |
| 4. Januar  | Daniel Albert Albrecht Ernsting                    | deutscher Kupferstecher und Zeichner                                                         |       |       |
| 4. Januar  | Philip Key                                         | US-amerikanischer Politiker                                                                  |       |       |
| 5. Januar  | Étienne Lauchery                                   | französischer Tänzer, Choreograf und Ballettmeister                                          | 87    |       |
| 5. Januar  | Karol Sierakowski                                  | polnischer General im Kościuszko-Aufstand                                                    |       |       |
| 6. Januar  | Gottlieb Hünerwadel                                | Schweizer Politiker, Industrieller und Offizier                                              | 75    |       |
| 8. Januar  | Demasduit                                          | neufundländische Indianerin, eine der letzten vom Volk der Beothuk                           |       |       |
| 9. Januar  | Ferdinand Jagemann                                 | deutscher Maler und Bruder der Schauspielerin Karoline Jagemann                              | 39    |       |
| 11. Januar | Friedrich Wilhelm von Pelet                        | preußischer Generalmajor                                                                     | 74    |       |
| 13. Januar | Franz Ernst Theodor Funk                           | preußischer Baubeamter und Strombaumeister                                                   | 51    |       |
| 14. Januar | Wilhelmine Karoline von Dänemark                   | Landgräfin von Hessen-Kassel und Kurfürstin von Hessen                                       | 72    |       |
| 14. Januar | Joseph Anton von Simbschen                         | kaiserlich-österreichischer Feldzeugmeister                                                  | 73    |       |
| 15. Januar | Theodor von Kretschmann                            | deutscher Politiker, Jurist und Publizist                                                    | 57    |       |
| 16. Januar | Paul Wolfgang Merkel                               | Kaufmann, erster Abgeordneter der Stadt Nürnberg im Bayerischen Landtag                      | 63    |       |
| 17. Januar | Aimée de Coigny                                    | französische Hochadliger und Salonnière                                                      | 50    |       |
| 17. Januar | Daniel Wyttenbach                                  | Schweizer Philologe                                                                          | 73    |       |
| 19. Januar | Charles-Louis Clérisseau                           | französischer Architekt                                                                      |       |       |
| 19. Januar | August Nicolaus Carl von Kardorff                  | deutscher Offizier in dänischen Diensten                                                     | 63    |       |
| 20. Januar | Friedrich V.                                       | Landgraf von Hessen-Homburg                                                                  | 71    |       |
| 20. Januar | Alexander Wilhelm von der Goltz                    | preußischer Generalmajor                                                                     | 45    |       |
| 20. Januar | John Nicholson                                     | US-amerikanischer Jurist und Politiker                                                       |       |       |
| 21. Januar | Ambroise Marie François Joseph Palisot de Beauvois | französischer Naturwissenschaftler                                                           | 67    |       |
| 22. Januar | Karl Anton von Bila                                | preußischer Generalmajor und Chef der magdeburgischen Füsilierbrigade                        | 78    |       |
| 23. Januar | Edward Augustus, Duke of Kent and Strathearn       | vierter Sohn König Georgs III. von Großbritannien und Irland und der Vater Königin Victorias | 52    |       |
| 24. Januar | Diego Innico Caracciolo                            | Kardinal der römisch-katholischen Kirche                                                     | 60    |       |
| 25. Januar | Joseph Franz Weigl                                 | Erster Cellist im Orchester des Fürsten Esterházy                                            | 79    |       |
| 27. Januar | Theodor Grünberger                                 | Barock-Komponist                                                                             | 63    |       |
| 27. Januar | Ephraim Joseph Hirschfeld                          | deutsch-jüdischer Mystiker der Aufklärungszeit, Kabbalist und aktiver Freimaurer             |       |       |
| 28. Januar | Ádam Pálóczi Horváth                               | ungarischer Volksmusiksammler, Dichter und Komponist                                         | 59    |       |
| 29. Januar | Georg III.                                         | König des Vereinigten Königreichs von Großbritannien und Irland                              | 81    |       |
| 30. Januar | Josepha Barbara Auernhammer                        | österreichische Pianistin und Komponistin                                                    | 61    |       |
| 31. Januar | Christian Friedrich Sintenis                       | deutscher evangelischer Theologe, Erbauungsschriftsteller und Erzähler                       | 69    |       |

## Februar
| Tag         | Name                                           | Beruf, bekannt als                                                              | Alter | Beleg |
| ----------- | ---------------------------------------------- | ------------------------------------------------------------------------------- | ----- | ----- |
| 1. Februar  | Abraham van der Hart                           | niederländischer Architekt                                                      | 72    |       |
| 1. Februar  | Friedrich Rühs                                 | deutscher Historiker für skandinavische und germanische Geschichte              | 38    |       |
| 2. Februar  | Peder Schall                                   | dänischer Cellist, Gitarrist und Komponist                                      | 57    |       |
| 3. Februar  | Gia Long                                       | vietnamesischer Kaiser, erster Kaiser der Nguyễn-Dynastie (1802–1820)           | 57    |       |
| 3. Februar  | Alois Sandbichler                              | österreichischer Augustiner und Hochschullehrer                                 | 68    |       |
| 4. Februar  | Bohumír Jan Dlabač                             | Priester der Prämonstratenser, Gelehrter, Schriftsteller und Dichter            | 61    |       |
| 4. Februar  | Friedrich Gottlieb Heinrich Fielitz der Ältere | deutscher Mediziner                                                             | 70    |       |
| 5. Februar  | Tadeusz Brzozowski                             | 19. General der Societas Jesu                                                   | 70    |       |
| 5. Februar  | William Ellery                                 | US-amerikanischer Politiker, Gründervater der Vereinigten Staaten               | 92    |       |
| 6. Februar  | Giovanni Battista Grazioli                     | italienischer Organist und Komponist der Klassik                                | 73    |       |
| 8. Februar  | Justus von Gruner                              | preußischer Geheimer Staatsrat und hochrangiger Staatsmann                      | 42    |       |
| 8. Februar  | Wilhelm Ludwig von Puttkamer                   | preußischer Generalmajor und Ritter des Orden Pour le Mérite                    | 80    |       |
| 10. Februar | Anna Elisabeth Luise von Brandenburg-Schwedt   | Prinzessin von Brandenburg-Schwedt, durch Heirat Prinzessin von Preußen         | 81    |       |
| 11. Februar | Karl von Fischer                               | deutscher Architekt                                                             | 37    |       |
| 11. Februar | Heinrich Johann Otto König                     | deutscher Jurist und Professor                                                  | 71    |       |
| 12. Februar | Guillaume-Albert Teniers                       | flämischer Komponist und Violinist der Klassik                                  | 71    |       |
| 13. Februar | Peleg Arnold                                   | US-amerikanischer Jurist und Politiker                                          | 68    |       |
| 13. Februar | Karl Ferdinand von Langen                      | preußischer Generalmajor, Kommandeur des Festung Saarlouis                      | 57    |       |
| 14. Februar | Charles Ferdinand d’Artois                     | Sohn des späteren französischen Königs Karl X.                                  | 42    |       |
| 15. Februar | Johann August von Harroy de Techreaux          | königlich preußischer Generalleutnant und zuletzt Kommandeur des Ingenieurkorps | 66    |       |
| 15. Februar | Joseph Cambon                                  | französischer Politiker                                                         | 63    |       |
| 16. Februar | Georg Carl von Döbeln                          | schwedischer General                                                            | 61    |       |
| 16. Februar | Nikolaus Michael Oppel                         | deutscher Herpetologe und Tiermaler                                             | 37    |       |
| 17. Februar | Franz Regis Clet                               | Missionar in China                                                              | 71    |       |
| 23. Februar | Alojzy Feliński                                | polnischer Schriftsteller                                                       |       |       |
| 24. Februar | Ernst Theodor Langer                           | deutscher Hofmeister und Bibliothekar                                           | 76    |       |
| 26. Februar | María Teresa de Vallabriga                     | Gemahlin des Infanten Luis de Borbón y Farnesio                                 | 60    |       |
| 27. Februar | Ludolph Wilhelm von Luck                       | preußischer Leutnant, Geheimer Kriegsrat, Landrat und Kammerpräsident           | 78    |       |
| 29. Februar | Johann Joachim Eschenburg                      | deutscher Literaturhistoriker                                                   | 76    |       |
| 29. Februar | Friedrich Wilhelm von Götzen der Jüngere       | preußischer Generalleutnant, Gouverneur der Provinz Schlesien                   | 53    |       |
| 29. Februar | Johann Christian Rosenmüller                   | deutscher Chirurg, Anatom und Hochschullehrer                                   |       |       |
| 29. Februar | Hermann Schlichthorst                          | deutscher Theologe, Pädagoge und Historiker                                     | 53    |       |

## März
| Tag      | Name                                      | Beruf, bekannt als                                                                         | Alter | Beleg |
| -------- | ----------------------------------------- | ------------------------------------------------------------------------------------------ | ----- | ----- |
| 1. März  | David Walker                              | US-amerikanischer Politiker                                                                | 56    |       |
| 3. März  | Heinrich Ernst Bornemann                  | deutscher Jurist                                                                           | 39    |       |
| 4. März  | Hermann Doormann                          | deutscher Ratssyndicus und Diplomat                                                        | 67    |       |
| 4. März  | Samuel Gustaf Hermelin                    | schwedischer Geologe, Unternehmer und Kartograf                                            | 75    |       |
| 5. März  | Arnoldine Wolf                            | deutsche Dichterin                                                                         | 51    |       |
| 7. März  | Ludwig Engelbert                          | Herzog von Arenberg                                                                        | 69    |       |
| 8. März  | Jean-Melchior d’Abadie                    | französischer Militär und Politiker                                                        | 72    |       |
| 9. März  | Christian Balthasar von Hartmannsdorff    | Richter am Hofgericht Greifswald                                                           | 74    |       |
| 10. März | Joan Antoni Desvalls i d’Ardena           | katalanischer Wissenschaftler                                                              | 79    |       |
| 11. März | Benjamin West                             | englischer Maler                                                                           | 81    |       |
| 12. März | Ernst Maria Ferdinand von Bissingen       | letzter Weihbischof im Bistum Konstanz                                                     | 69    |       |
| 12. März | Alexander MacKenzie                       | schottischer Entdecker im Dienst der Hudson’s Bay Company                                  |       |       |
| 13. März | Đuro Ferić                                | Dichter und Jesuit                                                                         | 80    |       |
| 15. März | Klemens Maria Hofbauer                    | österreichischer Prediger, Mitglied des Ordens der Redemptoristen und Stadtpatron von Wien | 68    |       |
| 16. März | Johann Immanuel Bossert                   | Bürgermeister von Tübingen                                                                 | 77    |       |
| 17. März | Friedrich von Graffen                     | deutscher Jurist und Bürgermeister                                                         | 74    |       |
| 20. März | Léonard-Alexis Autié                      | französischer Friseur und Theaterunternehmer                                               |       |       |
| 21. März | Carl von Isenburg-Birstein                | deutscher Fürst                                                                            | 53    |       |
| 21. März | Ambrosius Eichhorn                        | deutscher Benediktiner, Priester und Schriftsteller                                        | 61    |       |
| 22. März | Stephen Decatur junior                    | Offizier der United States Navy                                                            | 41    |       |
| 23. März | Christoph Caspar Höschel                  | deutscher Präzisionsmechaniker                                                             | 76    |       |
| 24. März | Jean-Baptiste-René Robinet                | französischer Naturphilosoph                                                               | 84    |       |
| 26. März | Charles Blagden                           | britischer Arzt und Naturforscher                                                          | 71    |       |
| 26. März | Jean-Étienne Despréaux                    | französischer Komponist und Schauspieler                                                   | 71    |       |
| 27. März | Gerhard von Kügelgen                      | deutscher Maler                                                                            | 48    |       |
| 27. März | Jens Clausen Wille                        | dänischer Kaufmann, Inspektor in Grönland und Übersetzer                                   | 69    |       |
| 28. März | Josef Speckbacher                         | Tiroler Freiheitskämpfer                                                                   | 52    |       |
| 29. März | Charles-Louis Balzac                      | französischer Zeichner                                                                     |       |       |
| 29. März | Salomé de Gélieu                          | Schweizer Lehrerin und Erzieherin (Gouvernante)                                            | 77    |       |
| 30. März | Hans Georg Alexander Friedrich von Köller | preußischer Rittergutsbesitzer und leitender Beamter                                       | 67    |       |
| 30. März | Heinrich von Zawadzky                     | preußischer Generalmajor                                                                   | 62    |       |
| 31. März | Johann Friedrich Krause                   | deutscher evangelisch-lutherischer Theologe und Generalsuperintendent in Weimar            | 49    |       |
| 31. März | Johann Volkmar Sickler                    | deutscher Pomologe                                                                         |       |       |
| März     | Johann Christian Partzschefeldt           | deutscher Zeichner und Universitätszeichenlehrer                                           | 63    |       |

## April
| Tag       | Name                               | Beruf, bekannt als                                                 | Alter | Beleg |
| --------- | ---------------------------------- | ------------------------------------------------------------------ | ----- | ----- |
| 1. April  | Isaac Milner                       | britischer Mathematiker und Erfinder                               | 70    |       |
| 4. April  | Gerhard Führer                     | Zisterzienser und Abt des Klosters Fürstenfeld                     | 74    |       |
| 4. April  | Christian Ludwig Schübler          | Bürgermeister von Heilbronn                                        | 66    |       |
| 4. April  | Thiery de Vaux                     | österreichischer Feldzeugmeister und Festungsbauer                 | 71    |       |
| 5. April  | Hendrik Constantijn Cras           | holländischer Jurist und Bibliothekar                              | 81    |       |
| 7. April  | Carl Olof Cronstedt                | finnlandschwedischer Marineoffizier                                | 63    |       |
| 8. April  | Thomas Douglas, 5. Earl of Selkirk | schottischer Philanthrop                                           | 48    |       |
| 8. April  | John Wentworth                     | britischer Gouverneur von zwei Kolonien                            | 82    |       |
| 9. April  | Angelo Anelli                      | italienischer Librettist und Schriftsteller                        | 58    |       |
| 9. April  | Sebastian Günthner                 | deutscher Benediktiner und Historiker                              | 46    |       |
| 9. April  | Philipp Schlucker                  | österreichischer Baumeister                                        | 71    |       |
| 13. April | Johan Ludvig Mansa                 | dänischer Gärtner und Gartengestalter, Verfasser eines Gartenbuchs | 79    |       |
| 14. April | Levi Lincoln                       | US-amerikanischer Jurist und Politiker                             | 70    |       |
| 19. April | Eberhard Friedrich Bacmeister      | preußischer Jurist und Beamter                                     | 70    |       |
| 19. April | Christoph Friedrich Elsner         | deutscher Mediziner                                                | 71    |       |
| 19. April | Wilhelm von Knobelsdorff           | preußischer Generalleutnant und Diplomat                           | 68    |       |
| 20. April | Alessandro Mattei                  | Kardinal der katholischen Kirche                                   | 76    |       |
| 20. April | Arthur Young                       | englischer Agrarwissenschaftler und Publizist                      | 78    |       |
| 25. April | Patrick Colquhoun                  | schottischer Kaufmann, Statistiker, Politiker und Diplomat         | 75    |       |
| 25. April | Constantin François Volney         | französischer Reisender, Orientalist und Geschichtsphilosoph       | 63    |       |
| 25. April | Johann Peter Bucher                | deutscher Rechtswissenschaftler                                    | 79    |       |
| 26. April | Christian Zais                     | deutscher Architekt und Städtebauer des Klassizismus               | 50    |       |
| 27. April | Johann Martin Fischer              | österreichischer Bildhauer                                         | 79    |       |
| 29. April | Otto von Arnim                     | deutscher Regierungsbeamter                                        | 34    |       |

## Mai
| Tag     | Name                                 | Beruf, bekannt als                                                                           | Alter | Beleg |
| ------- | ------------------------------------ | -------------------------------------------------------------------------------------------- | ----- | ----- |
| 1. Mai  | Lorenzo Litta                        | italienischer Geistlicher, Kurienkardinal                                                    | 64    |       |
| 8. Mai  | Carl Heinrich Fabian von Reichenbach | preußischer Verwaltungsjurist und Regierungspräsident von Oppeln (1816–1820)                 | 41    |       |
| 10. Mai | Matthäus Stegmayer                   | österreichischer Bühnenschriftsteller, Komponist, Librettist, Musikverleger und Schauspieler | 49    |       |
| 11. Mai | Ursula Wolf-Zellweger                | Mitglied der Familie Zellweger aus Trogen                                                    | 84    |       |
| 13. Mai | Friedrich von Coelln                 | deutscher Politiker, Nationalökonom und Autor                                                | 54    |       |
| 14. Mai | Paul Struck                          | Komponist                                                                                    | 43    |       |
| 15. Mai | Hans Konrad von Meiss                | Schweizer Politiker                                                                          | 67    |       |
| 16. Mai | Gottlieb Friedrich Abel              | deutscher Kupferstecher und Botaniker                                                        | 56    |       |
| 17. Mai | Vincenzo Brenna                      | italienisch-russischer Architekt und Maler                                                   |       |       |
| 17. Mai | Christian Hieronymus Esmarch         | deutscher Beamter                                                                            | 67    |       |
| 17. Mai | Carl Philipp von Kropff              | deutscher Forstmann                                                                          | 71    |       |
| 19. Mai | Bartolomeo Ferrari                   | italienischer Mathematiker und Physiker                                                      | 72    |       |
| 19. Mai | José Mariano Mociño                  | mexikanischer Botaniker                                                                      | 62    |       |
| 20. Mai | Karl Ludwig Sand                     | radikaler Burschenschafter                                                                   | 24    |       |
| 21. Mai | Johann Chiossich                     | österreichischer Soldat mit 110 Jahren Dienstzeit                                            | 116   |       |
| 21. Mai | Jakob Moralt                         | deutscher Musiker                                                                            | 39    |       |
| 23. Mai | Ferdinand Attems                     | österreichischer Politiker                                                                   | 74    |       |
| 24. Mai | Jørgen Frantz Hammershaimb           | Løgmaður der Färöer (1805–1816)                                                              | 52    |       |
| 25. Mai | Eric Ruuth                           | schwedischer Graf, Politiker und Marschall                                                   | 73    |       |
| 26. Mai | Arnold Robens                        | Geheimschreiber der Jülichschen Ritterschaft                                                 | 61    |       |
| 29. Mai | Christian Konrad Wilhelm von Dohm    | deutscher Politiker und Schriftsteller                                                       | 68    |       |

## Juni
| Tag      | Name                                      | Beruf, bekannt als                                                                  | Alter | Beleg |
| -------- | ----------------------------------------- | ----------------------------------------------------------------------------------- | ----- | ----- |
| 1. Juni  | August Ferdinand Bernhardi                | deutscher Sprachforscher und Schriftsteller                                         | 50    |       |
| 3. Juni  | Winthrop Sargent                          | US-amerikanischer Politiker und Gouverneur des Mississippi-Territoriums (1798–1801) | 67    |       |
| 6. Juni  | Henry Grattan                             | irischer Politiker                                                                  | 73    |       |
| 7. Juni  | Pierre Louis Louvel                       | Attentäter des Charles Ferdinand de Bourbon                                         | 36    |       |
| 9. Juni  | Wilhelmine von Lichtenau                  | Geliebte von Friedrich Wilhelms II. von Preußen                                     | 67    |       |
| 9. Juni  | Wilhelmine von Preußen                    | Erbstatthalterin der Niederlande                                                    | 68    |       |
| 9. Juni  | Carl August von Stutterheim               | preußischer Generalmajor                                                            | 60    |       |
| 10. Juni | Franz Heinrich Bispink                    | deutscher Schriftsteller                                                            | 70    |       |
| 13. Juni | Johann Michael Bach                       | deutscher Komponist, Sohn von Johann Elias Bach                                     | 74    |       |
| 13. Juni | Johann Georg Wiggers                      | hanseatischer Diplomat                                                              | 71    |       |
| 15. Juni | Adam Weisweiler                           | deutscher Kunsttischler und Ebenist                                                 | 73    |       |
| 18. Juni | Johann Heinrich Stein                     | deutscher Bankier                                                                   | 47    |       |
| 19. Juni | Joseph Banks                              | englischer Naturforscher                                                            | 77    |       |
| 20. Juni | Manuel Belgrano                           | argentinischer Anwalt, Politiker und General                                        | 50    |       |
| 21. Juni | Caspar Oechsle                            | deutscher Reichsprälat, letzter Abt de Reichsabtei Salem                            | 68    |       |
| 21. Juni | Alexis Thérèse Petit                      | französischer Physiker                                                              | 28    |       |
| 24. Juni | Franz Andreas Frey                        | deutscher Theologe, Kirchenrechtler und Hochschullehrer                             | 56    |       |
| 25. Juni | Aaron Kitchell                            | US-amerikanischer Politiker                                                         | 75    |       |
| 28. Juni | Joachim Friedrich Gotthelf von Zezschwitz | sächsischer General der Kavallerie                                                  | 80    |       |
| 30. Juni | Maurice Duplay                            | französischer Tischler und Jakobiner                                                | 83    |       |
| 30. Juni | Sigismund Anton von Hohenwart             | Fürsterzbischof der Erzdiözese Wien                                                 | 90    |       |
| Juni     | Philippe Etienne La Fosse                 | französischer Tierarzt                                                              | 81    |       |

## Juli
| Tag      | Name                              | Beruf, bekannt als                                                              | Alter | Beleg |
| -------- | --------------------------------- | ------------------------------------------------------------------------------- | ----- | ----- |
| 2. Juli  | Peter Dollond                     | englischer Optiker                                                              | 90    |       |
| 2. Juli  | Johann Gottlieb Wolstein          | deutscher Mediziner                                                             | 82    |       |
| 6. Juli  | Franz Johann Joseph von Reilly    | österreichischer Verleger und Kartograf                                         | 53    |       |
| 7. Juli  | Carl Gotthilf Tilebein            | deutscher Kaufmann und Reeder                                                   | 60    |       |
| 8. Juli  | Andrei Fjodorowitsch Derjabin     | russischer Bergbauingenieur                                                     | 49    |       |
| 10. Juli | William Wyatt Bibb                | US-amerikanischer Politiker                                                     | 38    |       |
| 11. Juli | Frederick Traugott Pursh          | deutsch-kanadischer Botaniker und Gärtner                                       | 46    |       |
| 16. Juli | Anton Schneider                   | Jurist, Freiheitskämpfer, Oberbefehlshaber des Vorarlberger Volksaufstandes     | 42    |       |
| 17. Juli | Georg Prochaska                   | tschechisch-österreichischer Mediziner                                          | 71    |       |
| 18. Juli | George Hancock                    | amerikanischer Politiker                                                        | 66    |       |
| 23. Juli | Luise Karoline von Hochberg       | zweite Ehefrau des Markgrafen und späteren Großherzogs Karl Friedrich von Baden | 53    |       |
| 28. Juli | Filippo Gragnani                  | italienischer Komponist und Gitarrist                                           | 51    |       |
| 28. Juli | Vincenzo Pacetti                  | italienischer Bildhauer und Restaurator                                         | 74    |       |
| 28. Juli | Giuseppe Thaon di Revel           | piemontesischer General, erster Kommandant der Carabinieri                      | 63    |       |
| 28. Juli | Otto Friedrich Conrad von Zedlitz | preußischer Landrat                                                             | 73    |       |
| 30. Juli | Ewald Georg von Massow            | preußischer Staatsminister und Oberlandeshauptmann für Schlesien                | 66    |       |

## August
| Tag        | Name                              | Beruf, bekannt als | Alter | Beleg |
| ---------- | --------------------------------- | --- | ----- | ----- |
| 2. August  | Maria Carolina Benda              | Sängerin, Pianistin, Komponistin und Kammersängerin am Hof der Herzogin Anna Amalia von Sachsen-Weimar-Eisenach                                           |       |       |
| 3. August  | Jakob Friedrich von Holtzendorff  | preußischer Generalleutnant, Chef des Kürassierregiments Nr. 9                                                                                            | 79    |       |
| 6. August  | Friederike von Preußen            | Prinzessin von Hannover und Herzogin zu Braunschweig und Lüneburg, durch Heirat Prinzessin von Großbritannien und Irland und Herzogin von York und Albany | 53    |       |
| 6. August  | Johann Georg Schmidt              | deutscher lutherischer Geistlicher | 56    |       |
| 6. August  | Anton Wranitzky                   | österreichischer Komponist | 59    |       |
| 7. August  | Elisa Bonaparte                   | Schwester Napoleon Bonapartes | 43    |       |
| 8. August  | Franz Stapf                       | deutscher römisch-katholischer Geistlicher, Theologe und Hochschullehrer                                                                                  | 54    |       |
| 9. August  | Anders Sparrman                   | schwedischer Arzt, Botaniker und Ornithologe | 72    |       |
| 10. August | Johann Heinrich Dambeck           | österreichischer Schriftsteller und Hochschullehrer | 46    |       |
| 11. August | Peter Josef Cramer von Clauspruch | Offizial in Köln | 67    |       |
| 11. August | Charles Drayton                   | amerikanischer Siedler in den dreizehn Kolonien | 76    |       |
| 11. August | János Lavotta                     | ungarischer Violinist und Komponist | 56    |       |
| 12. August | Nathaniel Pearce                  | britischer Abenteurer, Afrikareisender und Reiseschriftsteller                                                                                            | 41    |       |
| 14. August | Martin Neumann                    | Landtagsabgeordneter Herzogtum Nassau | 59    |       |
| 5. August  | Augustin-Gabriel d’Aboville       | französischer General | 47    |       |
| 16. August | Johann Georg Scheffner            | deutscher Schriftsteller | 84    |       |
| 23. August | Viktor von Alten                  | hannoverscher Generalleutnant | 64    |       |
| 24. August | Joseph von Bretfeld               | böhmischer Jurist und Universitätsprofessor | 90    |       |
| 24. August | Ion Budai-Deleanu                 | rumänischer Schriftsteller, Historiker, Linguist, Romanist und Rumänist                                                                                   | 60    |       |
| 26. August | Ludwig Otto Bleibtreu             | deutscher Kaufmann und Unternehmer in Braunschweig |       |       |
| 27. August | Christian Philipp Wolff           | deutscher Bildhauer | 48    |       |
| 28. August | Karl August Blöde                 | Geheimer Finanzrat, Naturwissenschaftler, Autor sowie Namengeber des Kristalls Blödit                                                                     | 47    |       |
| 28. August | Anton Kraft                       | böhmischer Cellist und Komponist der Klassik | 67    |       |
| 31. August | László Ungvárnémeti Tóth          | ungarischer Dichter | 32    |       |

## September
| Tag           | Name                                         | Beruf, bekannt als | Alter | Beleg |
| ------------- | -------------------------------------------- | --- | ----- | ----- |
| 2. September  | Jiaqing                                      | Kaiser von China | 59    |       |
| 2. September  | Home Riggs Popham                            | britischer Marineoffizier und Politiker                                                                                   | 57    |       |
| 3. September  | Benjamin Latrobe                             | US-amerikanischer Architekt des United States Capitols                                                                    | 56    |       |
| 7. September  | Ignaz Liebel                                 | österreichischer Philologe, Schriftsteller und Professor in Wien                                                          | 66    |       |
| 13. September | Adelheid von Anhalt-Bernburg-Schaumburg-Hoym | Prinzessin von Anhalt-Bernburg-Schaumburg-Hoym, durch Heirat Erbprinzessin zu Lübeck und Prinzessin zu Holstein-Oldenburg | 20    |       |
| 14. September | François-Joseph Lefebvre                     | Marschall von Frankreich                                                                                                  | 64    |       |
| 13. September | Jean Antoine Maudru                          | französischer römisch-katholischer Geistlicher und konstitutioneller Bischof im Département Vosges                        | 72    |       |
| 13. September | Johann Josef Nehr                            | böhmischer Klosterarzt und Förderer Marienbads                                                                            | 68    |       |
| 15. September | Giovanni Battista Quarantotti                | Kardinal der römisch-katholischen Kirche                                                                                  | 86    |       |
| 16. September | Marie Bigot                                  | französische Pianistin und Komponistin                                                                                    | 34    |       |
| 17. September | Giovanni Francesco Compagnoni Marefoschi     | italienischer Kurienbischof                                                                                               | 62    |       |
| 18. September | Giovanni Devoti                              | italienischer Geistlicher, Bischof von Anagni und Kurienbischof                                                           | 76    |       |
| 19. September | Johann Georg Meusel                          | deutscher Historiker, Lexikograph und Bibliograph                                                                         | 77    |       |
| 21. September | Joseph Rodman Drake                          | amerikanischer Dichter | 25    |       |
| 21. September | Georg Heinrich von Müller                    | Hochschullehrer und Prälat und Generalsuperintendent von Heilbronn                                                        | 70    |       |
| 22. September | Wilhelm Friedrich Gmelin                     | deutscher Zeichner und Kupferstecher                                                                                      | 59    |       |
| 23. September | Friedrich Leopold Abel                       | deutscher Geiger, Pianist, Musikpädagoge und Komponist                                                                    |       |       |
| 23. September | François-Christophe Kellermann               | französischer General, Pair und Marschall von Frankreich                                                                  | 85    |       |
| 26. September | Daniel Boone                                 | US-amerikanischer Pionier und Entdecker                                                                                   | 85    |       |
| 27. September | Andreas von Below                            | livländischer Landmarschall                                                                                               | 57    |       |
| 28. September | Anton Maria Karl von Belderbusch             | Oberbürgermeister in Bonn                                                                                                 | 62    |       |

## Oktober
| Tag         | Name                                | Beruf, bekannt als                                                                                                | Alter | Beleg |
| ----------- | ----------------------------------- | --- | ----- | ----- |
| 1. Oktober  | Ernst Friedrich Wilhelm Schulze     | deutscher Jurist, Bürgermeister von Celle                                                                         | 61    |       |
| 3. Oktober  | Ludovit Václav Lachnit              | tschechischer Komponist                                                                                           | 74    |       |
| 5. Oktober  | Augustin Barruel                    | französischer Jesuit und Verschwörungstheoretiker                                                                 | 79    |       |
| 5. Oktober  | Claudius James Rich                 | britischer Orientalist und Reisender, Resident (entspricht in etwa einem Konsul) der East India Company in Bagdad | 34    |       |
| 8. Oktober  | Henri Christophe                    | König von Nord-Haiti (1811–1820)                                                                                  | 53    |       |
| 10. Oktober | Wilson Cary Nicholas                | US-amerikanischer Politiker                                                                                       | 59    |       |
| 10. Oktober | Uragami Gyokudō                     | japanischer Maler, Musiker und Dichter                                                                            |       |       |
| 11. Oktober | James Keir                          | schottischer Chemiker und Industrieller der Industriellen Revolution                                              | 85    |       |
| 14. Oktober | Johann Daniel Ramberg               | deutscher Architekt und Maler                                                                                     | 87    |       |
| 15. Oktober | Karl Philipp zu Schwarzenberg       | österreichischer Feldmarschall aus dem Haus Schwarzenberg                                                         | 49    |       |
| 16. Oktober | Patritius Benedikt Zimmer           | katholischer Geistlicher                                                                                          | 68    |       |
| 17. Oktober | Alexander von der Schulenburg-Emden | deutscher Großgrundbesitzer                                                                                       | 58    |       |
| 19. Oktober | Samuel Hämmerli                     | Schweizer Ebenist                                                                                                 |       |       |
| 20. Oktober | Franz Joseph Bodmann                | deutscher Jurist, Historiker, Bibliothekar und Geschichtsfälscher                                                 | 66    |       |
| 22. Oktober | Leopold Carl Reinicke               | deutscher Komponist                                                                                               | 46    |       |
| 23. Oktober | Christian Gottfried Becker          | deutscher Textilienfabrikant                                                                                      | 49    |       |
| 25. Oktober | John Bacon                          | US-amerikanischer Politiker                                                                                       | 82    |       |
| 28. Oktober | Friedrich Ludwig Wilhelm von Bredow | deutscher Gutsbesitzer                                                                                            | 57    |       |
| 29. Oktober | Tobias Hempel                       | deutscher Rechtsanwalt, Ratsherr, Stadtvogt und Bürgermeister                                                     | 82    |       |
| 30. Oktober | Christian Friedrich Hoffmann        | deutscher Mathematiker, Erzieher und Archäologe                                                                   |       |       |

## November
| Tag          | Name                                  | Beruf, bekannt als                                                               | Alter | Beleg |
| ------------ | ------------------------------------- | -------------------------------------------------------------------------------- | ----- | ----- |
| 1. November  | Pierre Martin                         | französischer Admiral                                                            | 68    |       |
| 2. November  | Vincenc Tuček                         | tschechischer Komponist                                                          | 65    |       |
| 4. November  | Johannes Künzle                       | Schweizer Politiker                                                              | 70    |       |
| 5. November  | William Richardson Davie              | US-amerikanischer Politiker, Gouverneur von North Carolina                       | 64    |       |
| 6. November  | Carl Ludwig Murtfeldt                 | deutscher Ingenieurkapitän, Architekt und Kartograf                              |       |       |
| 11. November | Carl Ludwig Friedrich von Schwarzenau | Rat, Kammerherr und hessen-darmstädtischer Gesandter                             | 68    |       |
| 13. November | Karl Bellino                          | deutscher Orientalist und Dolmetscher, Sekretär der East India Company in Bagdad | 29    |       |
| 16. November | Jean Lambert Tallien                  | französischer Revolutionär                                                       | 53    |       |
| 18. November | Ludwig Heinrich von Nicolay           | deutscher Dichter                                                                | 82    |       |
| 19. November | Franz Anton Dreher                    | österreichischer Unternehmer                                                     | 84    |       |
| 20. November | James Harris, 1. Earl of Malmesbury   | englischer Diplomat                                                              | 74    |       |
| 22. November | Jakob Placidus Altmutter              | österreichischer Maler                                                           | 40    |       |
| 25. November | Ferdinand Engelbert Gregor Mayer      | 66                                                                               |       |       |
| 26. November | Duncan Stewart                        | US-amerikanischer Politiker                                                      |       |       |
| 27. November | Joseph-Philibert Desblanc             | französischer Ingenieur und Erfinder eines Dampfschiffs                          |       |       |
| 29. November | Edmund Burke                          | irischer Geistlicher, römisch-katholischer Apostolischer Vikar von Nova Scotia   | 67    |       |
| 29. November | Adolph von Danckelmann                | deutscher Abenteurer                                                             | 41    |       |
| 29. November | Josef von Smola                       | österreichischer Offizier                                                        | 56    |       |
| 30. November | Johann Jakob Cella                    | deutscher Jurist                                                                 | 64    |       |
| 30. November | Adriaan de Lelie                      | niederländischer Maler und Zeichner                                              | 65    |       |

## Dezember
| Tag          | Name                                | Beruf, bekannt als                                                                    | Alter | Beleg |
| ------------ | ----------------------------------- | ------------------------------------------------------------------------------------- | ----- | ----- |
| 2. Dezember  | Johann Jürgen Busch                 | deutscher Bildhauer                                                                   |       |       |
| 2. Dezember  | Marie-Victoire Lemoine              | französische Malerin des Klassizismus                                                 |       |       |
| 4. Dezember  | Franz Jakob Schwanthaler            | deutscher Bildhauer                                                                   | 60    |       |
| 6. Dezember  | Karl Christian Tittmann             | deutscher evangelischer Theologe                                                      | 76    |       |
| 7. Dezember  | Denis Decrès                        | französischer Admiral und Politiker des Ersten Kaiserreichs                           | 59    |       |
| 9. Dezember  | William Tierney Robarts             | britischer Politiker und Geschäftsmann                                                |       |       |
| 10. Dezember | Johann Samuel Klein                 | Historiker und Theologe                                                               | 72    |       |
| 10. Dezember | Carl von Plotho                     | preußischer Oberstleutnant der Infanterie sowie Militärhistoriker und Schriftsteller  | 40    |       |
| 11. Dezember | Franz Joseph Salwirk                | Graveur und Medailleur                                                                | 58    |       |
| 12. Dezember | Friedrich Daniel Wilhelm von Irwing | preußischer Generalmajor und Chef des Dragonerregiments Nr. 3                         | 80    |       |
| 12. Dezember | Ludwig Liman                        | deutscher Architekt                                                                   | 32    |       |
| 13. Dezember | Ferenc Széchényi                    | ungarischer Adeliger und Politiker                                                    | 66    |       |
| 17. Dezember | Samuel S. Conner                    | US-amerikanischer Politiker                                                           |       |       |
| 17. Dezember | Nathaniel Hazard                    | US-amerikanischer Politiker                                                           |       |       |
| 20. Dezember | Jesse Slocumb                       | US-amerikanischer Politiker                                                           |       |       |
| 22. Dezember | Vincenzo Chiarugi                   | italienischer Arzt                                                                    | 61    |       |
| 23. Dezember | Adamson Tannehill                   | US-amerikanischer Politiker                                                           | 70    |       |
| 25. Dezember | James Burrill                       | US-amerikanischer Politiker                                                           | 48    |       |
| 26. Dezember | Joseph Fouché                       | französischer Politiker                                                               | 61    |       |
| 27. Dezember | Thomas Gage, 7. Baronet             | britischer Botaniker                                                                  | 39    |       |
| 27. Dezember | Abraham Tiktin                      | Oberlandesrabbiner in Breslau                                                         | 56    |       |
| 28. Dezember | Johann Hartmann Christoph Gräf      | deutscher evangelischer Theologe                                                      | 76    |       |
| 29. Dezember | Konrad Erckenbrecht                 | Schultheiß in Eppingen                                                                | 69    |       |
| 29. Dezember | Pauline                             | Regentin des Fürstentums Lippe. Gründerin der ersten Kindertagesstätte in Deutschland | 51    |       |

## Datum unbekannt
| Tag | Name                                     | Beruf, bekannt als                                                                              | Alter | Beleg |
| --- | ---------------------------------------- | ----------------------------------------------------------------------------------------------- | ----- | ----- |
|     | José Pinto Alcoforado de Azevedo e Sousa | portugiesischer Gouverneur von Portugiesisch-Timor                                              |       |       |
|     | Paul Philipp Barraud                     | englischer Uhrmacher                                                                            |       |       |
|     | Jean Duplessis-Bertaux                   | französischer Zeichner, Radierer und Maler                                                      |       |       |
|     | Stubbins Ffirth                          | US-amerikanischer Arzt                                                                          |       |       |
|     | Georg Friedrich Grohe                    | deutscher Kaufmann                                                                              |       |       |
|     | John Haverfield                          | englischer Gärtner und Landschaftsarchitekt                                                     |       |       |
|     | Mary Hoare                               | englische Malerin                                                                               |       |       |
|     | Aloys Keßler                             | deutscher Kupferstecher                                                                         |       |       |
|     | Manuel Lisa                              | spanischer Pelzhändler in den USA                                                               |       |       |
|     | James Lloyd                              | US-amerikanischer Politiker                                                                     |       |       |
|     | Johann Friedrich von Luxburg             | pfalzgräflich zweibrückener und landgräflich hessen-darmstädtischer Geheimer Rat und Oberschenk |       |       |
|     | Pierre Denys de Montfort                 | französischer Naturforscher und Malakologe                                                      |       |       |
|     | Dildar Ali Nasirabadi                    | indischer zwölfer-schiitischer Gelehrter und Ajatollah                                          |       |       |
|     | Nguyễn Du                                | vietnamesischer Dichter und Schriftsteller                                                      |       |       |
|     | Carlo Rossetti                           | europäischer Kaufmann und Konsul in Kairo                                                       |       |       |
|     | Henri Salembier                          | französischer Maler, Zeichner und Ornamentstecher                                               |       |       |
|     | John Stewart                             | US-amerikanischer Politiker                                                                     |       |       |
|     | Robert Tinkler                           | britischer Seeoffizier                                                                          |       |       |
|     | Johann Conrad Ulmer                      | deutscher Radierer und Kupferstecher                                                            |       |       |